# 孝端文皇后
孝端文皇后（穆麟德轉寫：hiyoošungga doronggo genggiyen šu hūwangheo；1600年5月31日—1649年5月28日），姓博尔济吉特氏，名哲哲（穆麟德轉寫：jeje:159）。清太宗皇太極的國君福晉。蒙古科尔沁贝勒莽古思和科尔沁大妃衮布之女。她是孝莊文皇后和海兰珠的姑姑，並且為成吉思汗二弟拙赤合撒儿的十八世孫女。

## 生平
万历二十八年四月十九日（1600年5月31日），博尔济吉特氏出生于科尔沁部。哲哲一名出于《滿文老檔》原档记录，乾隆帝因避讳之故，下令以白纸贴盖，两百年未外传:478—479。哲哲的原文为（穆麟德轉寫：jeje），是满语从蒙古语引入的借词，意为“姐姐”:159。同时代女性有类似称呼，非传统蒙古族人名。当代作者称她的蒙古名是额尔德尼琪琪格，但未提供来源。
其父莽古斯是科尔沁部首领之一，亦是最早与建州女真首领努尔哈赤结盟的蒙古部落首领。万历四十二年（1614年）四月，虚岁十五的哲哲远嫁給努尔哈赤之子皇太极。当时，后金尚未正式建国，而贵族奉行一夫多妻多妾制，诸妻皆可称福晋。迎娶之际，皇太极率领部下从赫图阿拉城（今辽宁省新宾县满族自治县永陵镇）出发，北行三百余里到达辉发部（今吉林省辉南县境）扈尔奇山城，在此杀牛宰羊举行隆重的迎亲仪式和结婚仪式。
天命元年（1616年），后金建国，丈夫皇太极亦受封贝勒。天命十年（1625年），哲哲生下皇太极次女馬喀塔；同年，哲哲的一位侄女布木布泰 (即孝莊文皇后) 亦嫁给皇太极為福晉。
天命十一年（1626年），丈夫皇太极继承汗位。此前，努尔哈赤的后宫中，除诸福晋外，阿巴亥称大福晋。但皇太极登基初期，无后宫详细资料。仅知在天聪六年（1632年）二月之前，皇太极册立了中宫福晋和西宫福晋，中宫福晋極有可能是哲哲。天聪七年（1633年）四月，其母科尔沁大妃（大嬷嬷）、嫂子科尔沁次妃（小嬷嬷）、侄子乌克善、满朱习礼夫妇来朝。丈夫皇太极对其母家极为礼遇，“彼此相迎，以丈母礼，先见大嬷嬷、次见小嬷嬷。”此时，她被称为汗妻大福晋。大福晋是否是正式的册封，无法考证。
天聪八年（1634年），哲哲的另一个侄女海兰珠再嫁皇太极，姑侄三人同嫁一夫。崇德元年（1636年）四月，皇太极在盛京皇宮崇政殿內舉行豋基儀式並改國号為清；七月初十日為五位后妃舉行冊封大典，立清宁宫正宫大福金哲哲为清寧宮中宮国君福金 ，統管後宮一切事務。在冊封大典上皇太極授予哲哲象徵皇后地位的冊文，金印還有儀仗等等。以顯示她的地位和威嚴。
崇德元年八月十六日，哲哲所出的察哈尔公主馬喀塔入清寧宮見她，固伦额驸额哲依和衮定古希喇嘛不曾起立，皇太極稱额驸年幼無知，免去其罪，衮定古希喇嘛則被貶作果莽綽爾濟喇嘛的使令；八月二十二日，察哈尔公主及固伦额驸额哲依要離開，皇太極便帶同国君福晋、西大福晋、西侧福晋率領和硕福晋等命婦及文武各官，在巳刻出地载门，至十里外舉行大宴。和碩鄭親王夫婦在禮畢後，迎送察哈尔公主夫婦離開。十一月初二日，哲哲所出的察哈尔公主馬喀塔又再回京，皇太極命睿親王、豫親王率領大臣去迎接公主；十一月初三日，清宁宫国君福晋、麟趾宫贵妃、永福宫庄妃率領诸王、贝勒之福晋及诸大臣之妻，在十里外舉行大宴迎接公主他們入城；十一月初四日，察哈爾公主進獻琥珀素珠、嵌綠松子石青金石轡鞧對等物。崇德五年，皇太極偕國君福晉、諸妃去察哈爾公主所在地行獵；同年十月，額哲依夫婦回京探親。
崇德二年七月，哲哲逝世多年的父亲莽古斯以“皇后之父”的身份被皇太极追封为扎萨克布颜图亲王（和硕福亲王），立碑于墓。母亲科尔沁大妃衮布以“皇后之母”受封为扎萨克布颜图福晋（和硕福妃）。命大学士范文程等册封。
順治元年八月，丈夫皇太極去世後以國禮焚化梓宮及安葬山陵時，在康熙版《世祖章皇帝實錄》中，這兩天的活動似均以哲哲領銜，為完善制度位份稱其當時已為「中宮太后」；而乾隆版《世祖章皇帝實錄》則改以攝政和碩鄭親王領銜，刪減大部分「皇太后」哲哲的內容。九月，她与顺治帝生母布木布泰被迎至北京。
由於清朝初年後宮的尊封與位號制度仍相當混亂，除了嬪妃間的等級位號的不明確，也尚未正式使用「皇太后」的尊號，因此哲哲作為順治帝嫡母，在生前並未被尊封為「皇太后」，如初修本的《世宗章皇帝實錄》中，稱哲哲為「中宮太后」；顺治朝滿文版的《内国史院档》等史料記載蒙古进贡物品給哲哲抑或蒙古親貴入宮時，稱哲哲為國君福晉、固倫額真福晉，而和硕特汗国的顾始合罕哈屯在順治初年曾寫了一封信給哲哲，信中就寫有「献给国君哈屯」的字眼。滿文祭文内顺治帝對哲哲的称呼則為「母亲国君福金」。因此文獻中稱哲哲為皇太后，皆為後世所修飾。
雖然哲哲在順治朝並無正式遵封皇太后的记录，但哲哲实际拥有皇太后地位权力；而顺治帝的生母莊妃，要一直到哲哲去世後才被正式的尊封為皇太后，在此前莊妃仍保持先皇妃嫔身份。
順治二年九月十四日，其母科尔沁大妃（和碩福妃）、嫂子科尔沁次妃（和碩賢妃）、侄子满朱习礼的妻子多羅格格和桑噶爾齋國舅夫婦進京朝見順治帝，母亲、嫂子及桑噶爾齋舅母等女眷由固倫額真福晉哲哲在所住宮室接待。九月二十日，皇宮內再次為母亲、嫂子等舉行筵宴，依舊是由固倫額真福晉哲哲招待。
顺治六年四月十七日（1649年5月28日），哲哲在北京紫禁城內病逝，享年五十一歲（虚岁）。初祭、大祭等喪葬礼仪与清太宗之例相同。順治七年二月丁亥，上尊谥曰：孝端正敬仁懿庄敏辅天协圣文皇后； 二月戊子，奉移梓宫于昭陵。雍正、乾隆兩朝累加谥，曰孝端正敬仁懿哲顺慈僖莊敏辅天协圣文皇后。

## 女兒
孝端文皇后生有三个女儿。
| 姓名         | 封號、諡號       | 備註                                                                                       |
| ------------ | ---------------- | ------------------------------------------------------------------------------------------ |
| 第一女馬喀塔 | 封固倫溫莊長公主 | 为皇太极次女，先嫁蒙古察哈爾部林丹汗之子额哲，再嫁額哲弟阿布奈。                           |
| 第二女名不详 | 封固倫靖端長公主 | 为皇太极第三女，嫁蒙古科爾沁部奇塔特。奇塔特是哲哲同母异父的弟弟，亦是第三女的表侄兼舅舅。 |
| 第三女名不详 | 封固倫永安長公主 | 为皇太极第八女，嫁蒙古科爾沁部巴雅斯護朗。                                                 |

## 延伸阅读
[在维基数据编辑]
 《清史稿·卷221》
 《清史稿/卷214》，出自趙爾巽《清史稿》
 在维基共享资源阅览影像